# Montserrat Bajet
Montserrat Bajet Royo (Barcelona, 1945) es una profesora e historiadora española. 

## Biografía
Licenciada en Filosofía y Letras en la sección de historia Moderna por la Universidad de Barcelona. En 1993 se doctoró en derecho por la Universidad de Lérida con una tesis sobre El Mostassaf de Barcelona y sus funciones en el siglo XVI. " Edición del Libro de las Ordinations ". Inició la carrera docente en la cátedra de Historia del Derecho del Dr. Tomás de Montagut en la Universidad Pompeu Fabra de Barcelona como profesora asociada, después como profesora contratada lectora y, finalmente como profesora agregada. Las líneas de investigación , dentro de las que se incluyen la mayoría de publicaciones y actividades de investigación, son de historia de las instituciones municipales de Cataluña en especial las de la ciudad de Barcelona y el ius proprium en Cataluña.
Es autora de la primera transcripción y publicación de los manuscritos: 
1. L-72, Libre de les ordinacions fetes sobre lo offici de Mostassaf…. Es un volumen de 222 folios numerados  que recopila ordenanzas municipales de Barcelona 1560.[1][2][3][4]
2. L-47, Llibre de juraments  (s.XV). Libro escrito sobre pergamino de 76 folios numerados.[5]  Ambos conservados en el Archivo Histórico de la Ciudad de Barcelona.

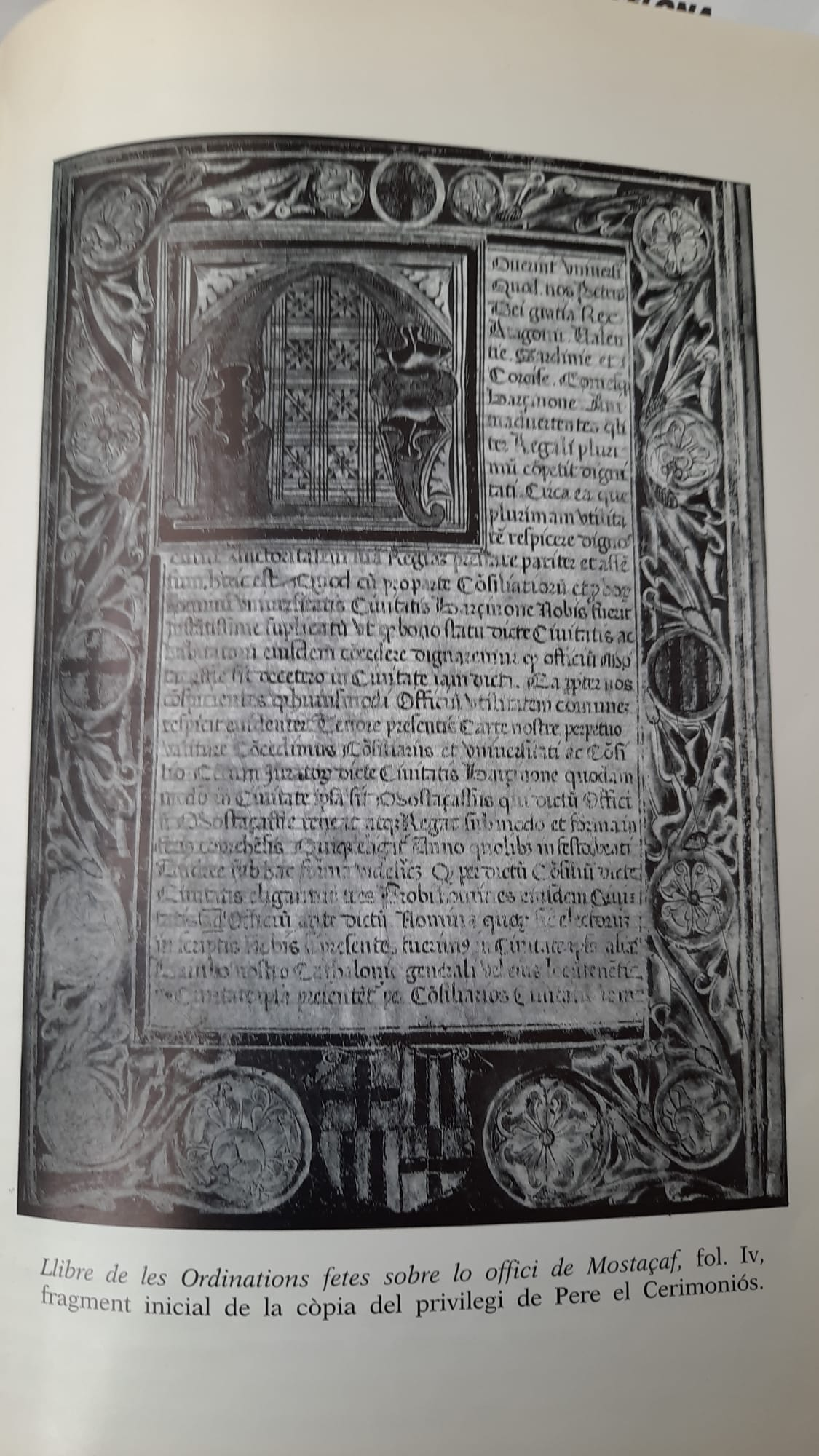

## Publicaciones
- Bajet i Royo, Montserrat (1994). El mostassaf de Barcelona i les seves funcions en el segle XVI: edició del "Llibre de les ordinacions" Fundació Noguera.
- Bajet i Royo, Montserrat (2003). Policia de mercat a l'època medieval. Societat Catalana d'Estudis Jurídics.
- Bajet i Royo, Montserrat (2009). El jurament i el seu significat jurïdic al principat segons el dret general de Catalunya (segles XIII-XVIII). Universitat Pompeu Fabra.